# Ørken i regntid
Ørken i regntid er en film instrueret af João Penaguião.